# 조 효백
조 효백(曹 孝伯, ? ~ 기원전 865년, 재위: 기원전 884년 ~ 기원전 865년)은 중국 춘추 시대 조(曹)나라의 5대 군주로, 휘는 운(雲)이다.

## 사적
아버지 궁백(宮伯)의 뒤를 이어 즉위하였다.
효백 20년(기원전 865년), 죽었다. 아들 희(喜)가 뒤를 이었다.

## 출전
- 사마천, 《사기》
  - 권14 십이제후연표(十二諸侯年表)
  - 권35 관채세가(管蔡世家)

| 전임 아버지 궁백 후 | 제5대 조나라의 백작 기원전 884년 ~ 기원전 865년 | 후임 아들 이백 희 |